# Tony Goossens
Antonio ("Tony") Goossens (Wilrijk, 26 mei 1948) is een gewezen Belgische voetballer. Hij speelde als doelman meer dan 10 jaar voor Berchem Sport. Hij kwam ook even uit voor RSC Anderlecht en Antwerp FC.

## Carrière
Tony Goossens begon zijn carrière bij Berchem Sport. Eerst doorliep hij de jeugdreeksen, nadien werd hij in het eerste elftal opgenomen. De doelman brak zijn pols in zijn laatste wedstrijd voor Berchem Sport. Eind jaren 60 werd hij de doelman van het eerste elftal. Goossens, die omwille van zijn gitzwarte haren en stijl de Zwarte Panter werd genoemd, promoveerde in 1972 met Berchem naar de Eerste Klasse.
De doelman was bij Berchem een vaste waarde onder de lat. Hij was gespecialiseerd in het stoppen van strafschoppen, maar kon niet voorkomen dat de club in 1976 opnieuw zakte naar Tweede Klasse. Ondanks de degradatie bleef Goossens bij Berchem. In de loop der jaren werd hij bij de Antwerpse club een ploegmaat van onder meer Rik Coppens, Colin Andrews en Ludo Coeck.
Na twee jaar in Tweede Klasse keerde Berchem terug naar het hoogste niveau. Onder leiding van trainer Rik Coppens probeerde het team zich te handhaven in Eerste Klasse. Goossens werd soms door trainer Rik Coppens in de aanval geplaatst. Zo maakte hij ook een keer een doelpunt. Goossens bleef de onbetwistbare nummer 1, maar toen de club in 1981 in het eindklassement laatste werd, besloot hij Berchem te verlaten. Hij trok naar RSC Anderlecht waar hij een van de drie doublures van Jacky Munaron werd. Paars-wit betaalde ongeveer 1,5 miljoen BEF (€ 37.500) voor Goossens. Op één wedstrijd in de Beker van België na kwam hij bij Anderlecht niet in actie. In 1983 won hij met Anderlecht de UEFA Cup.
Na twee seizoenen op de bank trok de toen 35-jarige doelman naar Antwerp FC. Daar was Ratko Svilar eerste doelman maar speelde hij toch 22 wedstrijden waaronder zijn enige bekermatch in Europa in Lens. In 1985 zette hij er bij Antwerp een punt achter.

## Privéleven
Tony Goossens is de oom van gewezen voetballer Dirk Goossens en de gewezen voetballer Jan Goossens is een broer van zijn vader Frans die ook bij FC Wilrijk speelde.